# Алмандаево
Алманда́ево (чув. Упакасси) — деревня в Мариинско-Посадском муниципальном округе Чувашской Республики России. 

## География
Деревня находится в северо-восточной части Чувашии, в пределах Чувашского плато, в зоне хвойно-широколиственных лесов, к востоку от реки Цивиль, к западу от автодороги 97Н-027, на расстоянии примерно 15 километров (по прямой) к юго-западу от города Мариинский Посад, административного центра района. Абсолютная высота — 116 метров над уровнем моря.

## История
С 2004 до 2023 годы входила в состав Первочурашевского сельского поселения.

### Часовой пояс
Деревня Алмандаево, как и вся Чувашия, находится в часовой зоне МСК (московское время). Смещение применяемого времени относительно UTC составляет +3:00.

## Демография
| 2010 | 2012 |
| ---- | ---- |
| 59   | ↗74  |

По данным Всероссийской переписи населения 2010 года в гендерной структуре населения мужчины составляли 54,2 %, женщины — соответственно 45,8 %.
Согласно результатам переписи 2002 года, в национальной структуре населения чуваши составляли 100 % из 73 человек